# 334
Правління Костянтина Великого у Римській імперії. У Китаї правління династії Цзінь. В Індії починається період імперії Гуптів. В Японії триває період Ямато. У Персії править династія Сассанідів.
На території лісостепової України Черняхівська культура. У Північному Причорномор'ї готи й сармати.

## Події
- Бунт Калокера на Кіпрі придушено.
- Готи відбивають напад вандалів на кордони Римської імперії.
- Гладіаторські бої знову дозволені в Імперії.
- Юлій Фірмік Матерн уперше спостерігає сонячний протуберанець.

## Народились
- Вірій Нікомах Флавіан, історик.
- Сава Готський, мученик.

## Померли
- Калокер